# 리메이전
리메이전(중국어 정체자: 李眉蓁, 병음: Lî Méizhēn, 1979년 3월 21일 ~)은 타이완의 정치인으로, 기오슝시의회의원이다.